# کودرون سی.۸۰۰
کودرون سی. ۸۰۰ (به انگلیسی: Caudron C.800) یک هواپیمای ساختِ کارخانهٔ نورداویاسیون در کشور فرانسه است. این هواپیما برای نخستین بار در ۱ آوریل ۱۹۴۲ میلادی مورد استفاده قرار گرفت.